# رشيد المدفعي
رشيد عبد الكريم المدفعي (1882 – 22 فبراير 1946) عسكري وسياسي أردني من أصل عراقي، وُلِدَ في العاصمة العراقية بغداد، يعد أول وزير دفاع للملكة الأردنية الهاشمية وذلك في حكومة توفيق أبو الهدى الثانية عام 1939 خلال فترة الإمارة الأردنية، وشغل أيضًا منصب وزير الداخلية من تلك الفترة في عهد الملك عبد الله الأول بن الحسين.

## حياته الشخصية
ابنته مديحة المدفعي، وهي أول مذيعة لنشرة الأخبار في هيئة الإذاعة البريطانية بي بي سي.

## وفاته
تُوفي رشيد عبد الكريم المدفعي بتاريخ 22 فبراير 1946، ودفن في مدينة السلط الأردنية.